# Flores (Pernambuco)
Flores é um município brasileiro situado no estado de Pernambuco. Administrativamente, o município é composto pelos distritos sede, Fátima e Sítio dos Nunes e pelos povoados de  São João dos Leites, Tenório, Santana de Almas, Saco do Romão, Povoado da Matolotagem ; Seguido pelos Sítios, Serrinha, Angico, Riachão, Seriema, Oitis, Saquinho, Barragem do Mel, Alto de Pedra, Baixa da Torre, Lagoa do Saco, Cajá , Feijão, Caldeirão dos Bois, Caiçara dos Quincas , Caiçara dos Fernandes, Riacho dos Barreiros, Macaco, Minador, Urubu, Bezerros, Queimadas, Brejo de Queimadas, Cipó, Moça Branca, Rosário, Lagoa Grande , Luzia, Lagoa do Saco, Malhada, Angicos dos Medeiros, Lagoa da Favela, umburana e Gabriel ( entre outros).
Município tem divisa com o estado da Paraíba.
DISTRITO MAIS CONHECIDO (SÍTIO DOS NUNES.)
POVOADO MAIS CONHECIDO (SÃO JOÃO DOS LEITES, SACO DO ROMÃO, MATOLOTAGEM)
SÍTIO MAIS CONHECIDO (CAJÁ, FEIJÃO, TAPERA, MACACO,BARRAGEM DO MEL. )

## História
Logo após a fundação da Casa da Torre ( casa-forte da Bahia ) na segunda metade do século XVI, o português Garcia d'Ávila empenhava-se na colonização das terras às margens do Rio São Francisco, organizando diversas expedições, compostas de portugueses e índios capturados para servirem como escravos, que partiam em diversos rumos, a fim de explorarem fundando aldeias.
Nos meados do ano de 1589, uma daquelas expedições, seguindo as margens do Rio Pajeú chegava a uma aldeia de índios tapuias, localizada à margem esquerda daquele rio no lugar hoje denominado Alto das Flores.
Os Tapuias Rtama estavam em festa, em homenagem ao chefe de uma aldeia na serra da Baixa Verde em Triunfo. O guerreiro Aruan ordenou a prisão dos componentes da expedição, que mais tarde seriam trucidados pelos selvagens salvando-se apenas duas meninas que os índios começaram a adorar como divindades, tal suas belezas, que mais tarde deram-lhe os nomes de Aracê à mais velha e Moema à mais nova. Aquelas meninas ficaram sob a proteção dos guerreiros mais fortes que receavam que fossem capturadas por outros silvícolas.
Por volta de 1603, outra expedição chegava aquele local, mas encontravam os Tapuias Rtama “meio civilizados”, certamente ao contato das duas meninas, que lhe ministravam certos conhecimentos, não só do idioma português, como cultivo da terra, etc. eram uns vinte portugueses e mamelucos, que, entendendo-se com os aborígines, construíram melhores habitações para acomodamento para todos os integrantes da expedição da casa da torre, chefiadas pelo português Simeão Pereira Ganrrinho. Começou assim a fundação de um povoado, à margem direita do Rio Pajeú, mais tarde denominada Povoação de Flores, em alusão ao cultivo de flores a que se destinava Aracê e Moema.
Na data de 11 de setembro de 1783, foi criada a Freguesia de Flores do Pajeú. A vila foi criada, também por alvará, a 15 de janeiro de 1810 oficialmente considerada a data de criação do município. A 20 de maio de 1833, quando uma Resolução Presidencial criou várias comarcas no Estado, Flores tornou-se uma delas, sob a denominação de Comarca do Sertão de Pernambuco.
Em 6 de maio de 1851 a Lei Provincial 280 transferiu a sede do município de Flores para a povoação de Serra Talhada, então denominada Vila Bela, transferindo também a sede da comarca de Pajeú de Flores.
Em 26 de maio de 1858 a Lei Provincial 437 transformou a freguesia de Flores em município.
Depois que o Estado foi dividido em municípios (através da Constituição Estadual de 17 de Junho de 1891), Flores tornou-se município autônomo, através de lei datada de 3 de agosto de 1892. A antiga Comarca de Flores compreendia a vasta área onde estão, hoje, os municípios de Afogados da Ingazeira, São José do Egito, Triunfo, Serra Talhada, Floresta, Tacaratu e Tabira.

## Geografia
O município de Flores está localizado no Sertão Pernambucano, estando inserido na microrregião do Pajeú. A cidade de Flores pode ser localizada pelas coordenadas 07º52'05" de latitude sul e 37º58'29" longitude oeste, estando a uma altitude de 466 metros. A área municipal ocupa 963,8 km² com uma população estimada em 2017 de 22.567 habitantes.
Dados do Departamento de Ciências Atmosféricas, da Universidade Federal de Campina Grande, mostram que Flores apresenta um clima com média pluviométrica anual de 755.6 mm e temperatura média anual de 24,9 °C.
Seus limites são:
- Norte: Princesa Isabel (18.9 km) e Quixaba (35.4 km)
- Sul: Betânia (63.2 km)
- Oeste: Triunfo (18.9 km) e Calumbi (22.3 km)
- Leste: Carnaíba (22.2 km) e Custódia (51.6 km)

### Clima
De acordo com o modelo de Köppen o clima de Flores é do tipo  BSh . Em Flores a temperatura média anual é 24.9 °C. A média anual de pluviosidade é de 755.6 mm.
| Dados climatológicos para Flores              | Dados climatológicos para Flores | Dados climatológicos para Flores | Dados climatológicos para Flores | Dados climatológicos para Flores | Dados climatológicos para Flores | Dados climatológicos para Flores | Dados climatológicos para Flores | Dados climatológicos para Flores | Dados climatológicos para Flores | Dados climatológicos para Flores | Dados climatológicos para Flores | Dados climatológicos para Flores | Dados climatológicos para Flores |
| Mês                                           | Jan                              | Fev                              | Mar                              | Abr                              | Mai                              | Jun                              | Jul                              | Ago                              | Set                              | Out                              | Nov                              | Dez                              | Ano                              |
| --------------------------------------------- | -------------------------------- | -------------------------------- | -------------------------------- | -------------------------------- | -------------------------------- | -------------------------------- | -------------------------------- | -------------------------------- | -------------------------------- | -------------------------------- | -------------------------------- | -------------------------------- | -------------------------------- |
| Temperatura máxima média (°C)                 | 33,8                             | 32,9                             | 32,3                             | 31,8                             | 30,7                             | 29,9                             | 29,8                             | 31,4                             | 32,9                             | 34,4                             | 34,8                             | 34,7                             | 32,5                             |
| Temperatura média (°C)                        | 26,1                             | 25,5                             | 25,1                             | 24,9                             | 24,1                             | 23,2                             | 22,8                             | 23,4                             | 24,7                             | 25,9                             | 26,3                             | 26,4                             | 24,9                             |
| Temperatura mínima média (°C)                 | 21,0                             | 20,7                             | 20,6                             | 20,4                             | 19,7                             | 18,8                             | 18,0                             | 18,1                             | 19,3                             | 20,2                             | 20,8                             | 21,1                             | 19,9                             |
| Chuva (mm)                                    | 79,0                             | 132,8                            | 175,9                            | 129,8                            | 68,3                             | 35,1                             | 23,7                             | 9,1                              | 7,1                              | 14,4                             | 30,0                             | 42,6                             | 755,6                            |
| Fonte: Departamento de Ciências Atmosféricas. |                                  |                                  |                                  |                                  |                                  |                                  |                                  |                                  |                                  |                                  |                                  |                                  |                                  |

| Dados climatológicos para Flores (Precipitação média mensal acumulada) | Dados climatológicos para Flores (Precipitação média mensal acumulada) | Dados climatológicos para Flores (Precipitação média mensal acumulada) | Dados climatológicos para Flores (Precipitação média mensal acumulada) | Dados climatológicos para Flores (Precipitação média mensal acumulada) | Dados climatológicos para Flores (Precipitação média mensal acumulada) | Dados climatológicos para Flores (Precipitação média mensal acumulada) | Dados climatológicos para Flores (Precipitação média mensal acumulada) | Dados climatológicos para Flores (Precipitação média mensal acumulada) | Dados climatológicos para Flores (Precipitação média mensal acumulada) | Dados climatológicos para Flores (Precipitação média mensal acumulada) | Dados climatológicos para Flores (Precipitação média mensal acumulada) | Dados climatológicos para Flores (Precipitação média mensal acumulada) | Dados climatológicos para Flores (Precipitação média mensal acumulada) |
| Mês | Jan                                                                    | Fev                                                                    | Mar                                                                    | Abr                                                                    | Mai                                                                    | Jun                                                                    | Jul                                                                    | Ago                                                                    | Set                                                                    | Out                                                                    | Nov                                                                    | Dez                                                                    | Ano                                                                    |
| --- | ---------------------------------------------------------------------- | ---------------------------------------------------------------------- | ---------------------------------------------------------------------- | ---------------------------------------------------------------------- | ---------------------------------------------------------------------- | ---------------------------------------------------------------------- | ---------------------------------------------------------------------- | ---------------------------------------------------------------------- | ---------------------------------------------------------------------- | ---------------------------------------------------------------------- | ---------------------------------------------------------------------- | ---------------------------------------------------------------------- | ---------------------------------------------------------------------- |
| Chuva (mm) | 93,0                                                                   | 133,9                                                                  | 169,1                                                                  | 127,0                                                                  | 69,0                                                                   | 40,0                                                                   | 34,0                                                                   | 11,0                                                                   | 13,0                                                                   | 13,2                                                                   | 27,2                                                                   | 40,3                                                                   | 770,7                                                                  |
| Fonte: ANA. Dados pluviométricos disponíveis no Portal HidroWeb. Médias de pelo menos 30 anos da série analisada, critério recomendado pela OMM. Dados reunidos e produzidos pelo órgão responsável ou operador da estação meteorológica e elaborado a partir de ajuste de distribuições de probabilidades aplicadas à série histórica. |                                                                        |                                                                        |                                                                        |                                                                        |                                                                        |                                                                        |                                                                        |                                                                        |                                                                        |                                                                        |                                                                        |                                                                        |                                                                        |

### Geologia e Relevo
A Bacia de Fátima, está localizada na porção central do estado de Pernambuco, ocupa parte dos municípios de Afogados da Ingazeira, Carnaíba, Flores, Custódia e Iguaraci, possui uma área aproximada de 300 km² e se constitui em importante reservatório de água subterrânea nessa porção do semiárido pernambucano. O aquífero está representado pelos sedimentos da Formação Tacaratu, cuja espessura pode atingir até 500 m em sua porção oeste. Perfurações realizadas pela CPRM, em convênio com a COMPESA e a Secretaria de Ciência, Tecnologia e Meio Ambiente de Pernambuco (SECTMA/PE), resultaram na construção de quatro poços, que hoje abastecem Fátima, Custódia, Sítio dos Nunes, Carnaíba e Flores, com água de boa qualidade..
As melhores ocorrências de calcários calcíticos puros, catalogadas no estado de Pernambuco localizam-se nos setores Flores-Carnaíba há jazimentos de calcário calcítico representados por faixas descontínuas de minério aflorante, com aproximadamente 500 m de largura. De acordo com estudos desenvolvidos na região foram individualizados dois setores: Lagoa da Pedra e Pedra do Cal. Devido ao grau de pureza e amplitude de reservas, apresentam possibilidades de aproveitamento industrial. No ano de 2013 foi instalada uma unidade mineradora para a extração do cálcario e fabricação de cimento, a unidade industrial situa-se a 3 km da cidade de Carnaíba, já as jazidas de calcário são explorados nos municípios de Carnaíba, Flores e Solidão.

### Demografia
População, total segundo o último censo e estimativa do IBGE
- População censo 2010: 22.169 hab.
- População estimada 2015: 22.588 hab.

População, total, urbana e rural  segundo Censo 2010
Total
População total: 22.169 hab.
Urbana
A população urbana do município está distribuída na localidades denominadas (distritos)
Ao todo existem 3 distritos totalizando (9.364 hab.)
Distritos
- Distrito Sede: 5.025 hab.
- Distrito de Fátima: 2.629 hab.
- Distrito de Sítio dos Nunes: 1.710 hab.

Rural
A população Rural do município está distribuída nas localidades denominadas (sítios  e povoados)
Existem inúmeros sítios e 5 povoados totalizando (12.805 hab.)
povoados
- Povoado de São João dos Leites
- Povoado do Tenório
- Povoado de Santana de Almas
- Povoado do Saco do Romão
- Povoado de Matolotagem

Sítios
Principais comunidades
- Sítio Saquinho
- Sítio Moça Branca
- Sítio Gabriel
- Sítio Riacho dos Barreiros
- Sítio Cajá
- Sítio Serra do Zuza
- Sítio Caiçara
- Sítio Barragem do Mel